# Szikszó
Szikszó is een plaats (város) en gemeente in het Hongaarse comitaat Borsod-Abaúj-Zemplén. Szikszó telt 5.258 inwoners (2021). Het stadje ligt ten noordoosten van Miskolc aan de Vadász-patak, een beek die van de Cserehát naar de rivier de Hornád (Hernád) loopt. Deze vormt de oostelijke gemeentegrens. Het stadje heeft een station aan de spoorlijn tussen Miskolc en Sátoraljaújhely.  

## Geschiedenis
De eerste vermelding van Szikszó dateert uit 1307 (Zykzow). Na de reformatie, die hier dankzij de familie Perényi haar beslag kreeg, vond hier in 1568 een synode plaats. Szikszó was verschillende keren het toneel van veldslagen: in 1588 sloeg Zsigmond Rákóczi hier een groot Turks leger terug, in 1679 boekte Imre Thököly hier een overwinning op de Habsburgers en in 1848 versloegen de Habsburgers onder Franz Schlick bij Szikszó de Hongaarse opstandelingen.
Szikszó heeft een gotische weerkerk, die uit het eind van de 14de eeuw dateert. Het gebouw werd in 1585 voorzien van een ringmuur om het tegen Turkse aanvallen te beschermen.
Tussen 1920, toen de stad Kassa (Košice) aan Tsjecho-Slowakije was toegevallen, en 1950 was Szikszó de hoofdplaats van het comitaat Abaúj-Torna (na 1945: Abaúj). Sinds 1989 heeft het de status van stad.

## Partnergemeenten
Szikszó onderhoudt jumelages met Sovata (Roemenië), Waldems (Duitsland), Dro (Italië) en Stronie Śląskie (Polen).
Stad met comitaatsrecht (megyei jogú város): Miskolc

Steden (város): Abaújszántó · Alsózsolca · Borsodnádasd · Cigánd · Edelény · Emőd · Encs · Felsőzsolca · Gönc · Kazincbarcika · Mezőcsát · Mezőkövesd · Nyékládháza · Onga · Ózd · Pálháza · Putnok · Rudabánya · Sajóbábony · Sajószentpéter · Sárospatak · Sátoraljaújhely · Szendrő · Szerencs · Szikszó · Tiszaújváros · Tokaj

Vlekken (nagyközség): Arló · Hernádnémeti · Izsófalva · Múcsony · Ricse · Szentistván · Szirmabesenyő · Taktaharkány · Tiszalúc

Overige gemeenten (község): Abaújalpár · Abaújkér · Abaújlak · Abaújszolnok · Abaújvár · Abod · Aggtelek · Alacska · Alsóberecki · Alsódobsza · Alsógagy · Alsóregmec · Alsószuha · Alsótelekes · Alsóvadász · Arka · Arnót · Aszaló · Ároktő · Baktakék · Balajt · Baskó · Bánhorváti · Bánréve · Becskeháza · Bekecs · Berente · Beret · Berzék · Bodroghalom · Bodrogkeresztúr · Bodrogkisfalud · Bodrogolaszi · Bogács · Boldogkőújfalu · Boldogkőváralja · Boldva · Borsodbóta · Borsodgeszt · Borsodivánka · Borsodszentgyörgy · Borsodszirák · Bódvalenke · Bódvarákó · Bódvaszilas · Bózsva · Bőcs · Bükkábrány · Bükkaranyos · Bükkmogyorósd · Bükkszentkereszt · Bükkzsérc · Büttös · Csenyéte · Cserépfalu · Cserépváralja · Csernely · Csincse · Csobaj · Csobád · Csokvaomány · Damak · Dámóc · Debréte · Detek · Dédestapolcsány · Domaháza · Dövény · Dubicsány · Egerlövő · Erdőbénye · Erdőhorváti · Égerszög · Fancsal · Farkaslyuk · Fáj · Felsőberecki · Felsődobsza · Felsőgagy · Felsőkelecsény · Felsőnyárád · Felsőregmec · Felsőtelekes · Felsővadász · Filkeháza · Fony · Forró · Fulókércs · Füzér · Füzérkajata · Füzérkomlós · Füzérradvány · Gadna · Gagyapáti · Gagybátor · Gagyvendégi · Galvács · Garadna · Gelej · Gesztely · Gibárt · Girincs · Golop · Gömörszőlős · Göncruszka · Györgytarló · Halmaj · Hangács · Hangony · Háromhuta · Harsány · Hegymeg · Hejce · Hejőbába · Hejőkeresztúr · Hejőkürt · Hejőpapi · Hejőszalonta · Hercegkút · Hernádbűd · Hernádcéce · Hernádkak · Hernádkércs · Hernádpetri · Hernádszentandrás · Hernádszurdok · Hernádvécse · Hét · Hidasnémeti · Hidvégardó · Hollóháza · Homrogd · Igrici · Imola · Ináncs · Irota · Jákfalva · Járdánháza · Jósvafő · Karcsa · Karos · Kács · Kánó · Kány · Kázsmárk · Kelemér · Kenézlő · Keresztéte · Kesznyéten · Kéked · Királd · Kiscsécs · Kisgyőr · Kishuta · Kiskinizs · Kisrozvágy · Kissikátor · Kistokaj · Komjáti · Komlóska · Kondó · Korlát · Kovácsvágás · Köröm · Krasznokvajda · Kupa · Kurityán · Lak · Lácacséke · Ládbesenyő · Legyesbénye · Léh · Lénárddaróc · Litka · Makkoshotyka · Martonyi · Mád · Mályi · Mályinka · Megyaszó · Meszes · Mezőnagymihály · Mezőnyárád · Mezőzombor · Méra · Mikóháza · Mogyoróska · Monaj · Monok · Muhi · Nagybarca · Nagycsécs · Nagyhuta · Nagykinizs · Nagyrozvágy · Nekézseny · Nemesbikk · Négyes · Novajidrány · Nyésta · Nyíri · Nyomár · Olaszliszka · Ormosbánya · Oszlár · Ónod · Pamlény · Parasznya · Pácin · Pányok · Pere · Perecse · Perkupa · Prügy · Pusztafalu · Pusztaradvány · Radostyán · Ragály · Rakaca · Rakacaszend · Rásonysápberencs · Rátka · Regéc · Répáshuta · Révleányvár · Rudolftelep · Sajóecseg · Sajógalgóc · Sajóhídvég · Sajóivánka · Sajókaza · Sajókápolna · Sajókeresztúr · Sajólád · Sajólászlófalva · Sajómercse · Sajónémeti · Sajóörös · Sajópálfala · Sajópetri · Sajópüspöki · Sajósenye · Sajószöged · Sajóvámos · Sajóvelezd · Sály · Sárazsadány · Sáta · Selyeb · Semjén · Serényfalva · Sima · Sóstófalva · Szakácsi · Szakáld · Szalaszend · Szalonna · Szászfa · Szegi · Szegilong · Szemere · Szendrőlád · Szentistvánbaksa · Szin · Szinpetri · Szomolya · Szögliget · Szőlősardó · Szuhafő · Szuhakálló · Szuhogy · Taktabáj · Taktakenéz · Taktaszada · Tarcal · Tard · Tállya · Telkibánya · Teresztenye · Tibolddaróc · Tiszabábolna · Tiszacsermely · Tiszadorogma · Tiszakarád · Tiszakeszi · Tiszaladány · Tiszapalkonya · Tiszatardos · Tiszatarján · Tiszavalk · Tolcsva · Tomor · Tornabarakony · Tornakápolna · Tornanádaska · Tornaszentandrás · Tornaszentjakab · Tornyosnémeti · Trizs · Uppony · Újcsanálos · Vadna · Vajdácska · Varbó · Varbóc · Vatta · Vágáshuta · Vámosújfalu · Vilmány · Vilyvitány · Viss · Viszló · Vizsoly · Zalkod · Zádorfalva · Zemplénagárd · Ziliz · Zubogy · Zsujta